# Canton de Vermand
Le canton de Vermand est une ancienne division administrative française située dans le département de l'Aisne et la région Picardie.

## Géographie
Ce canton a été organisé autour de Vermand dans l'arrondissement de Saint-Quentin. Son altitude varie de 60 m (Caulaincourt) à 152 m (Pontru) pour une altitude moyenne de 95 m.

## Histoire

### Révolution française

Carte du canton de Vermand en 1790.

Le canton est créé le 18 février 1790 sous la Révolution française sous le nom de canton de Vermand,.
Le canton a compté vingt-quatre communes avec Vermand pour chef-lieu au moment de sa création : Auroir-Aubigny, Beauvois, Caulaincourt, Dallon, Douchy, Étreillers, Fayet, Fluquières, Germaine, Gricourt, Hérouël, Holnon, Lanchy, Maissemy, Marteville, Pontru, Pontruet, Roupy, Savy, Trefcon, Vaux, Vendelles, Vermand et Villers-Saint-Christophe. Il est une subdivision du district de Saint-Quentin qui disparait le 5 Fructidor An III (22 août 1795). Le canton ne subit aucune modification dans sa composition communale pendant cette période.
Lors de la création des arrondissements par la loi du 28 pluviôse an VIII (17 février 1800), le canton de Vermand est rattaché à l'arrondissement de Saint-Quentin.

### 1801-2015
L'arrêté du 3 vendémiaire an X (25 septembre 1801) entraine un redécoupage du canton de Vermand qui est conservé. Deux communes du canton du Catelet (Jeancourt et Le Verguier) intègrent le canton tandis que les communes de Dallon et Villers-Saint-Christophe sont détachées du canton pour rejoindre celui de Saint-Simon. Il comprend toujours 24 communes avec cette recomposition.
Le 25 mai 1843, la commune d'Auroir-Aubigny est dissoute, la section d'Aubigny devient une commune indépendante tandis que celle d'Auroir est rattaché à la commune d'Hérouël et la nouvelle entité prend le nom de Foreste,. Le nombre de communes dans le canton reste inchangé. 
Par décret du 26 février 1883, Francilly et Selency, sections de la commune de Fayet, sont détachées et sont regroupées dans une commune indépendante sous le nom de Francilly-Selency,. Cette nouvelle commune est la vingt-cinquième commune du canton. 
En 1924, la commune de Vaux prend le nom de Vaux-en-Vermandois. La même année, par la loi du 12 décembre 1924, la commune d'Aubigny est détachée du canton pour rejoindre celui de Saint-Simon,. Le nombre de communes passe à 24 dans le canton et cette composition communale reste stable jusqu'en mars 2015. 
En 1925, la commune de Marteville change radicalement de nom pour celui d'Attilly, une des localités de la commune. En 1961, la commune de Beauvois est renommée Beauvois-en-Vermandois.

### Redécoupage de 2015
Un nouveau découpage territorial de l'Aisne entre en vigueur en mars 2015, défini par le décret du 21 février 2014, en application des lois du 17 mai 2013 (loi organique 2013-402 et loi 2013-403). Les conseillers départementaux sont, à compter de ces élections, élus au scrutin majoritaire binominal mixte. Les électeurs de chaque canton élisent au Conseil départemental, nouvelle appellation du Conseil général, deux membres de sexe différent, qui se présentent en binôme de candidats. Les conseillers départementaux sont élus pour 6 ans au scrutin binominal majoritaire à deux tours, l'accès au second tour nécessitant 12,5 % des inscrits au 1er tour. En outre la totalité des conseillers départementaux est renouvelée. Ce nouveau mode de scrutin nécessite un redécoupage des cantons dont le nombre est divisé par deux avec arrondi à l'unité impaire supérieure. Dans l'Aisne, le nombre de cantons passe ainsi de 42 à 21. Le canton de Vermand ne fait pas partie des cantons conservés du département. 
Le canton disparait lors des élections départementales de mars 2015. L'ensemble des communes du canton est regroupée avec le nouveau canton de Saint-Quentin-1.

## Représentation

### Conseillers généraux de 1833 à 2015
| Période | Période          | Identité                                                                        | Étiquette   | Qualité |
| ------- | ---------------- | ------------------------------------------------------------------------------- | ----------- | --- |
| 1833    | 1852 (décès)     | Antoine Fouquier d'Hérouel (1784-1852)                                          | Droite      | Chef d'escadron de cavalerie Cultivateur à Foreste Député (1849-1851), Sénateur, maire de Foreste                            |
| 1852    | 1861             | Jean-Marie Guilbert                                                             |             | Ancien notaire à Vermand |
| 1861    | 1871             | Baron Emile Tascher de la Pagerie (1822-1892)                                   |             | Maréchal des Logis de l'empereur Napoléon III, propriétaire à Gricourt                                                       |
| 1871    | 1904 (décès)     | François Malézieux                                                              | GR          | Avocat puis agronome, Gricourt Président du Conseil Général (1884-1904) Député (1863-1870 et 1871-1885) Sénateur (1885-1904) |
| 1904    | 1929 (décès)     | Adrien de Viel de Lunas d'Espeuilles de Caulaincourt Duc de Vicence (1874-1929) |             | Ancien secrétaire d'ambassade Maire de Caulaincourt                                                                          |
| 1929    | 1940             | Georges Gry (1883-1966)                                                         | Rad.        | Planteur de betteraves Maire de Vaux-en-Vermandois (1925-1936)                                                               |
|         |                  |                                                                                 |             | |
| 1945    | 1949             | Armand Cluet (1905-1984)                                                        | PCF         | Ouvrier charcutier Adjoint au Maire de Saint-Quentin                                                                         |
| 1949    | 1971 (démission) | Jean Deguise                                                                    | MRP puis CD | Agriculteur, maire de Douchy (1945-1977) Sénateur (1955-1971)                                                                |
| 1971    | 1979             | Roger Marcellin (1911-1986)                                                     | PCF         | Maire d'Étreillers |
| 1979    | 1985             | Charles Trocmé                                                                  | PCF         | Professeur technique Adjoint au Maire de Gricourt                                                                            |
| 1985    | 1998             | Jacques Delaplace                                                               | RPR         | Chef d'entreprise Maire d'Étreillers                                                                                         |
| 1998    | 2014 (décès)     | Thierry Lefevre                                                                 | IDG         | Professeur Maire de Pontruet Vice-Président du Conseil Général                                                               |
| 2014    | 2015             | Christiane Meriaux                                                              | DVG         | Fonctionnaire retraitée Adjointe au maire de Vermand                                                                         |

### Conseillers d'arrondissement (de 1833 à 1940)
| Période                                  | Période | Identité                                  | Étiquette | Qualité |
| ---------------------------------------- | ------- | ----------------------------------------- | --------- | --- |
| 1833                                     | 1845    | Louis Frédéric Boucly                     |           | Notaire, maire de Caulaincourt                                                                              |
| 1845                                     | 1848    | Jean-Baptiste Namuroy                     |           | Propriétaire, maire d'Aubigny                                                                               |
|                                          |         |                                           |           | |
| av.1876                                  |         | Charles Louis Auguste Mauduit (1819-1895) |           | Propriétaire, maire de Marteville                                                                           |
|                                          |         |                                           |           | |
| 1905                                     | 1913    | Henri Defrance                            |           | Maire d'Holnon                                                                                              |
| 1913                                     | 1922    | Paul-Estève Marié                         | Radical   | Chef cantonnier, maire de Vermand                                                                           |
| 1922                                     | 1937    | Paul Cousin                               | Radical   | Maire de Vermand                                                                                            |
| 1937                                     | 1940    | M. Devillers                              | SFIO      | |
| 1940                                     |         |                                           |           | Les conseils d'arrondissement ont été suspendus par la loi du 12 octobre 1940 et n'ont jamais été réactivés |
| Les données manquantes sont à compléter. |         |                                           |           | |

## Composition
Le canton de Vermand a groupé 24 communes et a compté 9 663 habitants en 2012.
| Code Insee | Nom                    | Superficie (km2) | Population (hab.) | Densité (hab./km2) |
| ---------- | ---------------------- | ---------------- | ----------------- | ------------------ |
| 02785      | Vermand (Chef-lieu)    | 15,75            | 1 061             | 67,37              |
| 02029      | Attilly                | 11,81            | 376               | 31,84              |
| 02060      | Beauvois-en-Vermandois | 7,51             | 282               | 37,55              |
| 02144      | Caulaincourt           | 5,96             | 138               | 23,15              |
| 02270      | Douchy                 | 5,05             | 152               | 30,1               |
| 02296      | Étreillers             | 8,69             | 1 202             | 138,32             |
| 02303      | Fayet                  | 5,86             | 671               | 114,51             |
| 02317      | Fluquières             | 5,24             | 214               | 40,84              |
| 02327      | Foreste                | 4,94             | 177               | 35,83              |
| 02330      | Francilly-Selency      | 5,43             | 443               | 81,58              |
| 02343      | Germaine               | 4,54             | 69                | 15,2               |
| 02355      | Gricourt               | 9,92             | 929               | 93,65              |
| 02382      | Holnon                 | 6,37             | 1 414             | 221,98             |
| 02390      | Jeancourt              | 5,82             | 263               | 45,19              |
| 02402      | Lanchy                 | 3,69             | 50                | 13,55              |
| 02452      | Maissemy               | 8,17             | 245               | 29,99              |
| 02614      | Pontru                 | 14,98            | 277               | 18,49              |
| 02615      | Pontruet               | 6,75             | 328               | 48,59              |
| 02658      | Roupy                  | 5,90             | 229               | 38,81              |
| 02702      | Savy                   | 7,49             | 598               | 79,84              |
| 02747      | Trefcon                | 4,02             | 89                | 22,14              |
| 02772      | Vaux-en-Vermandois     | 3,85             | 130               | 33,77              |
| 02774      | Vendelles              | 5,28             | 110               | 20,83              |
| 02782      | Le Verguier            | 4,28             | 216               | 50,47              |

## Démographie
| 1962  | 1968  | 1975  | 1982  | 1990  | 1999  | 2006  | 2007  | 2008  |
| ----- | ----- | ----- | ----- | ----- | ----- | ----- | ----- | ----- |
| 7 294 | 7 312 | 8 735 | 8 948 | 9 134 | 9 312 | 9 334 | 9 389 | 9 450 |

| 2009  | 2010  | 2011  | 2012  | - | - | - | - | - |
| ----- | ----- | ----- | ----- | - | - | - | - | - |
| 9 531 | 9 566 | 9 619 | 9 663 | - | - | - | - | - |